# Roger Serrano
Roger Serrano Delgado (* 30. Januar 1991 in Tarragona) ist ein spanischer Mountainbike-Profi, Triathlet und U23-Weltmeister Cross-Triathlon (2014).

## Werdegang
Roger Serrano fing als 19-Jähriger mit dem Triathlon-Sport an und startete 2013 im Cross-Triathlon bei seinem ersten Xterra-Rennen.
Im August 2014 wurde er in Deutschland Cross-Triathlon-Weltmeister U23 in Zittau.
2015 konnte er die European Tour Wertung der Xterra-Rennserie gewinnen.

## Sportliche Erfolge
| Datum/Jahr    | Rang | Wettbewerb                                 | Austragungsort    | Zeit       | Bemerkung                                                             |
| ------------- | ---- | ------------------------------------------ | ----------------- | ---------- | --------------------------------------------------------------------- |
| 1. Sep. 2018  | 1    | Xterra Norway                              | Norefjell         | 02:26:33   |                                                                       |
| 15. Apr. 2018 | 1    | Xterra Malta                               | Malta             | 02:22:22   |                                                                       |
| 2. Apr. 2017  | 1    | Xterra Malta                               | Malta             | 02:06:44   |                                                                       |
| 23. Okt. 2016 | 11   | Xterra World Championships                 | Maui              | 03:05:34   |                                                                       |
| 8. Mai 2016   | 1    | Xterra Greece                              | Plastiras-Stausee | 02:17:22   | 1,5 km Schwimmen, 30 km MTB und 9 km Laufen                           |
| 3. Apr. 2016  | 1    | Xterra Malta                               | Malta             | 02:16:44   | Sieger bei der zweiten Austragung                                     |
| 15. Aug. 2015 | 3    | Xterra Germany                             | Olbersdorf        | 02:29:24   |                                                                       |
| 9. Aug. 2015  | 2    | Xterra Czech                               | Špindlerův Mlýn   | 02:44:27,6 | Zweiter hinter dem Australier Ben Allen                               |
| 26. Juli 2015 | 3    | Xterra Italy                               | Lago di Scanno    |            |                                                                       |
| 27. Juni 2015 | 3    | Xterra Switzerland                         | Les Charbonnières | 02:08:07   | 1,5 km Schwimmen, 27 km Mountainbike und 10 km Laufen                 |
| 7. Juni 2015  | 3    | Xterra Spain                               | Extremedura       |            |                                                                       |
| 29. März 2015 | 2    | Xterra Malta                               | Malta             |            |                                                                       |
| 22. Feb. 2015 | 3    | Xterra South Africa                        | Waco              |            |                                                                       |
| 2015          | 2    | Xterra Greece                              | Plastiras-Stausee |            |                                                                       |
| 16. Aug. 2014 | 1    | ITU Cross Triathlon World Championship U23 | Olbersdorf        | 02:44:46   | ITU-Weltmeisterschaft Cross-Triathlon (13. Rang in der Gesamtwertung) |
| 21. Juni 2014 | 2    | Xterra Greece                              | Plastiras-Stausee |            |                                                                       |
| 3. Mai 2014   | 4    | Xterra Malaysia                            | Kuantan           | 02:36:36   | [ 4 ]                                                                 |

| Datum/Jahr    | Rang | Wettbewerb        | Austragungsort | Zeit     | Bemerkung |
| ------------- | ---- | ----------------- | -------------- | -------- | --------- |
| 28. Apr. 2013 | 3    | Volcano Triathlon | Lanzarote      | 01:57:27 | [ 5 ]     |

(DNF – Did Not Finish)